# Leśniki (powiat białostocki)
Leśniki – wieś w Polsce, położona w województwie podlaskim, w powiecie białostockim, w gminie Tykocin.
Wieś posiadała w 1673 roku marszałkowa nadworna koronna Aleksandra Katarzyna Branicka, Lesniki leżały w ziemi bielskiej województwa podlaskiego w 1795 roku.
Wierni kościoła rzymskokatolickiego należą do parafii Matki Bożej Królowej Męczenników w Radulach.

## Podział administracyjny
W latach 1975–1998 miejscowość należała administracyjnie do województwa białostockiego.